# Rebhaus der Rebgesellschaft Twann-Ligerz-Tüscherz

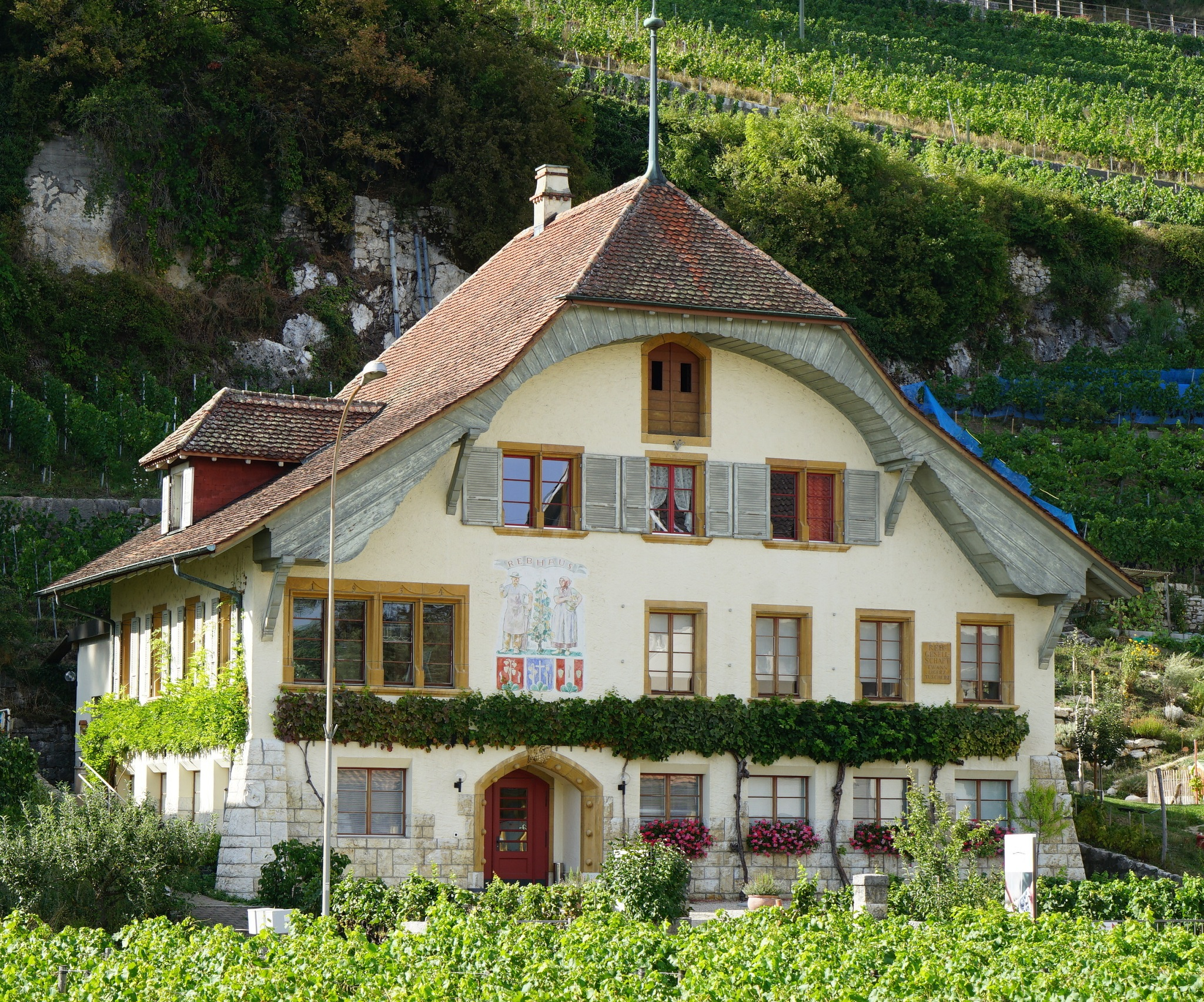
Ansicht von Süden, 2023

Das Rebhaus der Rebgesellschaft Twann-Ligerz-Tüscherz ist ein Denkmalschutzobjekt in Twann-Tüscherz im Schweizer Kanton Bern. Das Rebhaus im Heimatstil wurde 1934 fertiggestellt.

## Lage
Das Bauwerk «Moos 3» war im 20. Jahrhundert noch ein Einzelbau zwischen dem «Moos» und Kleintwann. Es gehört zu Baugruppe «B», Twann und Moos.

## Geschichte
Das Gebäude wurde 1934 errichtet und 1978 einer Renovation unterzogen. Das Rebhaus wurde 2002 rechtskräftig in das «Bauinventar» der Denkmalpflege des Kantons als «schützenswert» aufgenommen.

## Beschreibung
Die Südfassade des asymmetrisch gegliederten Putzbaus wird durch eine fassonierte Ründi und ein «eigenwilliges» Bogenportal geprägt. Der Sockel ist in Rustikamauerwerk aus dem Kalkstein des Berner Juras ausgeführt. Die Fenstergewänder sind in Hauterivestein unterschiedlich ausgebildet und haben verschiedene historische Formen zum Vorbild. Die Innenausstattung und die Täfer der Bauzeit sind erhalten. Das Bauwerk gilt als «eindrücklicher» und «reich instrumentierter» Heimatstilbau.

## Belege
1. 1 2 3 4  Denkmalpflege des Kantons Bern: Gemeinde Twann-Tüscherz, Moos 3. (PDF) In: Bauinventar des Kantons Bern. Kanton Bern, abgerufen am 16. September 2022 (Rebhaus der Rebgesellschaft Twann-Ligerz-Tüscherz).

Koordinaten: 47° 5′ 37,2″ N, 7° 9′ 14,8″ O; CH1903: 578397 / 215891